# 1949 en football
Cet article présente les faits marquants de l'année 1949 en football.

## Avril
- 23 avril : à Rotterdam, l'équipe des Pays-Bas s'impose 4-1 face à l'équipe de France.
- 27 avril : à Glasgow, l'équipe d'Écosse s'impose 2-0 face à l'équipe de France.
- 30 avril : Wolverhampton Wanderers remporte la Coupe d'Angleterre face à Leicester City, 3-1.

## Mai
- 4 mai : l'accident d'avion de Superga décime la légendaire équipe du Torino (31 morts en tout). De l'équipe entière, seul Sauro Toma survécut à l'accident car il n'avait pas effectué le déplacement pour cause de blessure.
- 8 mai : le RC Paris remporte la Coupe de France face au Lille OSC, 5-2.
- 15 mai : le Wydad AC remporte la Coupe des coupes de l'ULNA au Stade Philip à Casablanca en battant le tenant du titre l'US Athlétique sur le score de 2 buts à 1.
- 22 mai : au stade olympique Yves-du-Manoir de Colombes, l'équipe de France s'incline 1-3 face à l'équipe d'Angleterre.

## Champions nationaux
- Allemagne : VfR Mannheim.
- Angleterre : Portsmouth FC.
- Département d'Alger : Olympique HD.
- Département d'Oran : USM Oran.
- Département de Constantine : MO Constantine.
- Écosse : Rangers FC.
- Égypte : Al-Ahly SC.
- Espagne : FC Barcelone.
- France : Stade de Reims.
- Italie : Torino FC.
- Maroc : Wydad AC.
- Tunisie : CA Bizertin.

## Juin
- 4 juin : au Stade olympique Yves-du-Manoir de Colombes, l'équipe de France s'impose 4-2 face à l'équipe de Suisse.
- 19 juin : au Stade olympique Yves-du-Manoir de Colombes, l'équipe de France s'incline 1-5 face à l'équipe d'Espagne.
- 26 juin : au stade Vincent-Monréal, à Oran, le Wydad AC est sacré officiellement vainqueur de la ligue des champions de l'ULNA en terminant leader du classement[1] devant son dauphin, USM Oran.

## Juillet
- 3 juillet : le Wydad AC, alors vainqueur de doublé de l'ULNA (ligue des champions et coupe des coupes), a reçu le trophée de la supercoupe de l'ULNA[2].

## Août
- 21 août : au stade Philip à Casablanca, le Wydad AC remporte la Coupe d'Ouverture de la Saison après sa victoire en match finale devant l'US Marocaine sur le score de 2-0.

- 28 août : le Wydad AC remporte la Supercoupe du Maroc devant l'USD Meknès après un score nul 1-1[3] au stade Philip à Casablanca.

## Octobre
- 9 octobre : à Belgrade, en match qualificatif pour le Mondial 1950, l'équipe de Yougoslavie et l'équipe de France font match nul 1-1.
- 30 octobre : à Colombes, en match qualificatif pour le Mondial 1950, l'équipe de France et l'équipe de Yougoslavie font match nul 1-1.

## Novembre
- 13 novembre : au Stade olympique Yves-du-Manoir de Colombes, l'équipe de France s'impose 1-0 face à l'équipe de Tchécoslovaquie.

## Décembre
- 30 octobre : à Florence, en match qualificatif pour le Mondial 1950 (match d'appui), l'équipe de Yougoslavie s'impose 3-2 (après prolongation) face à l'équipe de France.

## Naissances
Plus d'informations : Liste d'acteurs du football nés en 1949.
- 12 janvier : Ottmar Hitzfeld, footballeur puis entraîneur allemand.
- 7 février : Daniel Jeandupeux, footballeur puis entraîneur suisse.
- 8 mars : Teófilo Cubillas, footballeur péruvien.
- 8 mars : Hugo Sotil, footballeur péruvien.
- 22 mars : Jean-Michel Aulas, dirigeant de club français.
- 24 mars : Ruud Krol, footballeur néerlandais.
- 16 avril : Claude Papi, footballeur français.
- 26 avril : Carlos Bianchi, footballeur argentin.
- 13 mai : Jean Gallice, footballeur français.
- 16 juin : Paulo César, footballeur brésilien.
- 11 juillet : Émerson Leão, footballeur brésilien.
- 18 septembre : Peter Shilton, footballeur anglais.
- 26 septembre : Clodoaldo Tavares de Santana, footballeur brésilien.
- 22 octobre : Arsène Wenger, footballeur puis entraîneur français.
- 1er novembre : Bernhard Cullmann, footballeur allemand.
- 27 décembre : Klaus Fischer, footballeur allemand.
- 18 mai:  Georges Leekens, footballeur puis entraîneur belge.

## Décès
- 7 avril : décès à 76 ans de John Gourlay, international canadien ayant remporté la médaille d'or aux Jeux olympiques 1904.
- 4 mai : décès à 30 ans de Giuseppe Grezar, international italien ayant remporté 5 Championnat d'Italie et la Coupe d'Italie 1943.
- 4 mai : décès à 21 ans de Danilo Martelli, joueur italien ayant remporté 3 Championnat d'Italie.
- 4 mai : décès à 23 ans de Virgilio Maroso, international italien ayant remporté 4 Championnat d'Italie.
- 4 mai : Valentino Mazzola, footballeur italien.
- 4 mai : décès à 27 ans d'Aldo Ballarin, international italien ayant remporté 4 Championnat d'Italie.
- 18 juin : décès à 32 ans de Ratko Kacian, international yougoslave et croate ayant remporté le Championnat de Croatie 1944 et le Championnat de Yougoslavie 1948.
- 14 octobre : décès à 60 ans de Dolf van der Nagel, international néerlandais ayant remporté la médaille de bronze aux Jeux olympiques 1912 et la Coupe des Pays-Bas 1913.

- Dates non renseignées ou inconnues :
  - Sam Raybould, footballeur anglais.

## Liens
- RSSSF : Tous les résultats du monde